# Typhlodromus
Typhlodromus es un género de ácaros perteneciente a la familia Phytoseiidae.

## Especies
El género contiene las siguientes especies:
- Typhlodromus acacia Xin, Liang & Ke, 1980
- Typhlodromus acaciae Schultz, 1973
- Typhlodromus accessorius Kolodochka, 1993
- Typhlodromus adenensis Ueckermann, 1996
- Typhlodromus admirabilis (Wainstein, 1978)
- Typhlodromus aenaulus Ueckermann, 1996
- Typhlodromus aestivalis Athias-Henriot, 1960
- Typhlodromus agilis (Chaudhri, 1975)
- Typhlodromus ailanthi Wang & Xu, 1985
- Typhlodromus aktherecus (Kolodochka, 1979)
- Typhlodromus algonquinensis Chant, Hansell & Yoshida-Shaul, 1974
- Typhlodromus americanus Chant & Yoshida-Shaul, 1989
- Typhlodromus andrei Karg, 1982
- Typhlodromus apoxys van der Merwe, 1968
- Typhlodromus applegum Schicha, 1983
- Typhlodromus argyronamus Ueckermann & Loots, 1988
- Typhlodromus arizonicus (Tuttle & Muma, 1973)
- Typhlodromus armiger Ehara & Amano, 1998
- Typhlodromus arunachalensis Gupta, 1986
- Typhlodromus astibus Ueckermann & Loots, 1984
- Typhlodromus asticus El-Banhawy & Abou-Awad, 1991
- Typhlodromus athenas Swirski & Ragusa, 1976
- Typhlodromus athiasae Porath & Swirski, 1965
- Typhlodromus atticus Swirski & Ragusa, 1976
- Typhlodromus auratus Ueckermann & Loots, 1988
- Typhlodromus baccettii Lombardini, 1960
- Typhlodromus bagdasarjani Wainstein & Arutunjan, 1967
- Typhlodromus bakeri (Garman, 1948)
- Typhlodromus balakotiensis (Chaudhri, Akbar & Rasool, 1974)
- Typhlodromus balanites El-Badry, 1967
- Typhlodromus bambusae Ehara, 1964
- Typhlodromus bambusicolus Gupta, 1977
- Typhlodromus banahawensis Schicha & Corpuz-Raros, 1992
- Typhlodromus beglarovi Kuznetsov, 1984
- Typhlodromus bergi Moraes & McMurtry, 1988
- Typhlodromus beskaravainyi (Kuznetsov, 1984)
- Typhlodromus betulae (Kolodochka, 1992)
- Typhlodromus bichaetae Karg, 1989
- Typhlodromus bifurcuta Wu, 1983
- Typhlodromus bondarenkoi (Arutunjan, 1973)
- Typhlodromus borealis Ehara, 1967
- Typhlodromus brevimedius Wu & Liu, 1991
- Typhlodromus brisbanensis Schicha, 1978
- Typhlodromus buccalis van der Merwe, 1968
- Typhlodromus bullatus van der Merwe, 1968
- Typhlodromus cannabis Ke & Xin, 1983
- Typhlodromus capparidis van der Merwe, 1968
- Typhlodromus caucasicus (Abbasova, 1970)
- Typhlodromus caudiglans Schuster, 1959
- Typhlodromus celastrus Ueckermann & Loots, 1988
- Typhlodromus cephalochaitosus Moraes, Oliveira & Zannou, 2001
- Typhlodromus cerasicolus (Wainstein & Vartapetov, 1972)
- Typhlodromus cervix Wu & Li, 1984
- Typhlodromus changi Tseng, 1975
- Typhlodromus channabasavannai Gupta, 1978
- Typhlodromus chanti Hirschmann, 1962
- Typhlodromus charactus Ueckermann, 1996
- Typhlodromus chazeaui Blommers, 1973
- Typhlodromus chinensis Ehara & Lee, 1971
- Typhlodromus chrysanthemi Gupta, 1977
- Typhlodromus clairathiasae Wainstein & Arutunjan, 1967
- Typhlodromus combretum McMurtry & Moraes, 1991
- Typhlodromus commenticius Livshitz & Kuznetsov, 1972
- Typhlodromus communis Gupta, 1980
- Typhlodromus concavus Wang & Xu, 1991
- Typhlodromus confusus Narayanan, Kaur & Ghai, 1960
- Typhlodromus coniferculus (Wainstein, 1978)
- Typhlodromus corticis Herbert, 1958
- Typhlodromus coryli Wu & Lan, 1991
- Typhlodromus coryphus Wu, 1985
- Typhlodromus cotoneastri Wainstein, 1961
- Typhlodromus crassus van der Merwe, 1968
- Typhlodromus cuii Wu & Ou, 1998
- Typhlodromus dactylifera (Chaudhri, Akbar & Rasool, 1974)
- Typhlodromus dalfardicus (Daneshvar, 1987)
- Typhlodromus dalii (Rather, 1984)
- Typhlodromus daresalaami El-Banhawy & Abou-Awad, 1991
- Typhlodromus darjeelingensis Gupta, 1986
- Typhlodromus dasiphorae Wu & Lan, 1991
- Typhlodromus datongensis Wang & Xu, 1991
- Typhlodromus deleoni (Denmark & Muma, 1975)
- Typhlodromus denarus Schicha & Corpuz-Raros, 1992
- Typhlodromus denmarki (Rather, 1984)
- Typhlodromus diumbokus Schicha & Corpuz-Raros, 1992
- Typhlodromus divergentis (Chaudhri, Akbar & Rasool, 1974)
- Typhlodromus doreenae Schicha, 1987
- Typhlodromus dossei Schicha, 1978
- Typhlodromus drori Grinberg & Amitai, 1970
- Typhlodromus drymis Ueckermann & Loots, 1988
- Typhlodromus eddiei Ueckermann & Loots, 1988
- Typhlodromus egypticus El-Badry, 1967
- Typhlodromus elisae Schicha & McMurtry, 1986
- Typhlodromus elmassri Bayan, 1988
- Typhlodromus eremicus Ueckermann, in Meyer & Ueckermann 1989
- Typhlodromus eremitidis (Chaudhri, Akbar & Rassol, 1974)
- Typhlodromus ernesti Ragusa & Swirski, 1978
- Typhlodromus evectus (Schuster, 1966)
- Typhlodromus februs van der Merwe, 1968
- Typhlodromus fleschneri Chant, 1960
- Typhlodromus foenilis Oudemans, 1930
- Typhlodromus foraminosus (Schuster, 1966)
- Typhlodromus fujianensis Wu & Liu, 1991
- Typhlodromus galummatus (Chaudhri, Akbar & Rassol, 1974)
- Typhlodromus gardeniae Schultz, 1973
- Typhlodromus garhwalicus Gupta, 1982
- Typhlodromus georgicus Wainstein, 1958
- Typhlodromus ghanii (Muma, 1967)
- Typhlodromus gopali Gupta, 1969
- Typhlodromus gouaniae Schicha, 1983
- Typhlodromus gracilentus Tseng, 1975
- Typhlodromus grastis Ueckermann & Loots, 1988
- Typhlodromus gressitti McMurtry & Moraes, 1985
- Typhlodromus griekwensis Schultz, 1973
- Typhlodromus guangdongensis Wu & Lan, 1994
- Typhlodromus guangxiensis Wu, Lan & Zeng, 1997
- Typhlodromus gulingensis Zhu, 1985
- Typhlodromus gutierrezi Blommers, 1973
- Typhlodromus hadii Chaudhri, 1965
- Typhlodromus hadzhievi (Abbasova, 1970)
- Typhlodromus haiastanius (Arutunjan, 1977)
- Typhlodromus halinae (Wainstein & Kolodochka, 1974)
- Typhlodromus haramotoi Prasad, 1968
- Typhlodromus hartlandrowei Evans, 1958
- Typhlodromus hebetis (De Leon, 1959)
- Typhlodromus hibernus Wang & Xu, 1991
- Typhlodromus higoensis Ehara, 1985
- Typhlodromus himalayensis Gupta, 1981
- Typhlodromus hirashimai Ehara, 1972
- Typhlodromus homalii Gupta, 1970
- Typhlodromus hui Wu, 1987
- Typhlodromus hungaricus Bozai, 1997
- Typhlodromus ilicis Athias-Henriot, 1960
- Typhlodromus incasus (Chaudhri, 1975)
- Typhlodromus incertus Athias-Henriot, 1960
- Typhlodromus incisivus van der Merwe, 1968
- Typhlodromus inhabilis Kuznetsov, 1984
- Typhlodromus inopinatus (Wainstein, 1975)
- Typhlodromus inops (De Leon, 1967)
- Typhlodromus insularis Ehara, 1966
- Typhlodromus intercalaris Livshitz & Kuznetsov, 1972
- Typhlodromus intermedius Wu, 1988
- Typhlodromus invectus Chant, 1959
- Typhlodromus involutus Livshitz & Kuznetsov, 1972
- Typhlodromus iranensis (Denmark & Daneshvar, 1982)
- Typhlodromus johannae Ueckermann & Loots, 1988
- Typhlodromus jordanis (Rivnay & Swirski, 1980)
- Typhlodromus kadii Kandeel & El-Halawany, 1985
- Typhlodromus kadonoi Ehara, in Ehara, Okada & Kato 1994
- Typhlodromus kashmiricus Gupta, 1981
- Typhlodromus kazachstanicus Wainstein, 1958
- Typhlodromus kazimiae (Denmark & Muma, 1978)
- Typhlodromus kerkirae Swirski & Ragusa, 1976
- Typhlodromus khosrovensis Arutunjan, 1971
- Typhlodromus kiso Ehara, 1972
- Typhlodromus klimenkoi Kolodochka, 1980
- Typhlodromus knisleyi Denmark, 1992
- Typhlodromus kodaikanalensis Gupta, 1978
- Typhlodromus kolodochkai (Denmark & Welbourn, 2002)
- Typhlodromus krimbasi Papadoulis & Emmanouel, 1997
- Typhlodromus kutabus Schicha & Corpuz-Raros, 1992
- Typhlodromus kuznetsovi (Denmark & Welbourn, 2002)
- Typhlodromus kykladiticus Papadoulis & Emmanouel, 1993
- Typhlodromus lalazariensis (Chaudhri, 1975)
- Typhlodromus lanyuensis Tseng, 1975
- Typhlodromus lataniae El-Badry, 1968
- Typhlodromus lateris Wu, Lan & Liu, 1995
- Typhlodromus laurae Arutunjan, 1974
- Typhlodromus leptodactylus Wainstein, 1961
- Typhlodromus libitus (Chaudhri, 1975)
- Typhlodromus limitatus (Chaudhri, Akbar & Rasool, 1979)
- Typhlodromus linzhiensis Wu, 1987
- Typhlodromus longa (Denmark & Knisley, 1978)
- Typhlodromus longicervix Wu & Liu, 1997
- Typhlodromus longipalpus Swirski & Ragusa, 1976
- Typhlodromus lootsi Schultz, 1972
- Typhlodromus loralaiana (Muma, 1967)
- Typhlodromus lushanensis Zhu, 1985
- Typhlodromus luzonensis Schicha & Corpuz-Raros, 1992
- Typhlodromus machaon (Wainstein, 1977)
- Typhlodromus macroides Zhu, 1985
- Typhlodromus macrum Ke & Xin, 1983
- Typhlodromus magdalenae Pritchard & Baker, 1962
- Typhlodromus majumderi Gupta, 1986
- Typhlodromus malicolus Wainstein & Arutunjan, 1967
- Typhlodromus mangiferus Zaher & El-Brollosy, in Zaher 1986
- Typhlodromus manipurensis Gupta, 1977
- Typhlodromus maracus (Chaudhri, 1975)
- Typhlodromus marinus Wu & Liu, 1991
- Typhlodromus maspalomensis Ferragut & Pena-Estevez, 2003
- Typhlodromus matthyssei Ueckermann & Loots, 1988
- Typhlodromus meerutensis (Ghai & Menon, 1969)
- Typhlodromus meritus (Wainstein, 1978)
- Typhlodromus mesasiaticus Wainstein, 1962
- Typhlodromus michaeli Ueckermann & Loots, 1988
- Typhlodromus microbullatus van der Merwe, 1968
- Typhlodromus miyarai Ehara, 1967
- Typhlodromus monosetus Wang & Xu, 1991
- Typhlodromus montanus Chant & Yoshida-Shaul, 1978
- Typhlodromus morellensis Ferragut, 1991
- Typhlodromus mori Gupta, 1981
- Typhlodromus moroccoensis Denmark, 1992
- Typhlodromus muliebris van der Merwe, 1968
- Typhlodromus namaquaensis Ueckermann & Loots, 1988
- Typhlodromus ndibu Pritchard & Baker, 1962
- Typhlodromus neobakeri Prasad, 1968
- Typhlodromus neocrassus Tseng, 1983
- Typhlodromus neorhenanus Gupta, 1977
- Typhlodromus neotransvaalensis Gupta, 1978
- Typhlodromus neyshabouris (Denmark & Daneshvar, 1982)
- Typhlodromus nilgiriensis Gupta, 1986
- Typhlodromus nobilis (Kuznetsov, 1984)
- Typhlodromus norvegicus Edland & Evans, 1998
- Typhlodromus oasis El-Badry, 1968
- Typhlodromus obesus Tseng, 1983
- Typhlodromus occiduus (Karg, 1990)
- Typhlodromus octavus (Chaudhri, Akbar & Rassol, 1974)
- Typhlodromus olympicus Papadoulis & Emmanouel, 1993
- Typhlodromus ordinatur (Kuznetsov, 1984)
- Typhlodromus orientalis Wu, 1981
- Typhlodromus orissaensis Gupta, 1977
- Typhlodromus ornata (Denmark & Muma, 1973)
- Typhlodromus ornatulus (Chaudhri, 1975)
- Typhlodromus paganus van der Merwe, 1968
- Typhlodromus paraevectus Moraes & McMurtry, 1983
- Typhlodromus parinopinatus (Evans & Edland, 1998)
- Typhlodromus pegazzani Ragusa & Swirski, 1978
- Typhlodromus pentelicus Papadoulis & Emmanouel, 1990
- Typhlodromus persianus McMurtry, 1977
- Typhlodromus persicus Gupta, 1992
- Typhlodromus personatus Karg, 1989
- Typhlodromus phialatus Athias-Henriot, 1960
- Typhlodromus philippinensis Corpuz-Raros, 1966
- Typhlodromus phylaktioticus Papadoulis & Emmanouel, 1990
- Typhlodromus pineus Wu & Li, 1984
- Typhlodromus pirianykae (Wainstein, 1972)
- Typhlodromus platycladus Xin, Liang & Ke, 1980
- Typhlodromus ponticus (Kolodochka, 1992)
- Typhlodromus porathi Swirski & Amitai, 1967
- Typhlodromus porus Wu, 1988
- Typhlodromus povtari (Kolodochka, 1988)
- Typhlodromus praeacutus van der Merwe, 1968
- Typhlodromus pruni Gupta, 1970
- Typhlodromus pseudopyri Ehara & Amano, 1998
- Typhlodromus pseudoserrulatus Tseng, 1983
- Typhlodromus psyllakisi Swirski & Ragusa, 1976
- Typhlodromus pyri Scheuten, 1857
- Typhlodromus qianshanensis Wu, 1988
- Typhlodromus quadratoides Wu & Liu, 1997
- Typhlodromus quadratus Wu & Liu, 1997
- Typhlodromus quercicolus Denmark, 1992
- Typhlodromus rapidus Wainstein & Arutunjan, 1968
- Typhlodromus rarus Wainstein, 1961
- Typhlodromus rasilis van der Merwe, 1968
- Typhlodromus recki Wainstein, 1958
- Typhlodromus religiosus Ueckermann & Loots, 1988
- Typhlodromus repens (Beglyarov, 1981)
- Typhlodromus rhenanoides Athias-Henriot, 1960
- Typhlodromus rhenanus (Oudemans, 1905)
- Typhlodromus rhododendroni Gupta, 1978
- Typhlodromus ribei Ke & Xin, 1983
- Typhlodromus richteri Karg, 1970
- Typhlodromus rickeri Chant, 1960
- Typhlodromus rivulus (Karg, 1991)
- Typhlodromus rodovae Wainstein & Arutunjan, 1968
- Typhlodromus rodriguezi (Denmark & Daneshvar, 1982)
- Typhlodromus roshanlali Narayanan & Ghai, 1963
- Typhlodromus rubetum (Wainstein, 1972)
- Typhlodromus ryukyuensis Ehara, 1967
- Typhlodromus saevus van der Merwe, 1968
- Typhlodromus salviae (Kolodochka, 1979)
- Typhlodromus samliensis (Chaudhri, 1975)
- Typhlodromus sapiens Athias-Henriot, 1960
- Typhlodromus sapphicus Ragusa & Tsolakis, 1998
- Typhlodromus serratosus El-Halawany & Abdel-Samad, 1990
- Typhlodromus serratus (Chaudhri, 1975)
- Typhlodromus serrulatus Ehara, 1972
- Typhlodromus setubali Dosse, 1961
- Typhlodromus shibai Ehara, 1981
- Typhlodromus sica (Chaudhri, Akbar & Rassol, 1974)
- Typhlodromus sijiensis Gupta, 1986
- Typhlodromus silvanus Ehara & Kishimoto, in Ehara, Okada & Kato 1994
- Typhlodromus singularis Chant, 1957
- Typhlodromus sonprayagensis Gupta, 1985
- Typhlodromus spectatus (Kolodochka, 1992)
- Typhlodromus spiralis (Wainstein & Kolodochka, 1974)
- Typhlodromus subarcticus Chant, Hansell & Yoshida-Shaul, 1974
- Typhlodromus subequalis Wu, 1988
- Typhlodromus submarinus Wu, Lan & Zeng, 1997
- Typhlodromus sudanicus El-Badry, 1967
- Typhlodromus suecicus (Sellnick, 1958)
- Typhlodromus swirskii Denmark, 1992
- Typhlodromus sycomorus Zaher & Shehata, 1969
- Typhlodromus taishanensis Wang & Xu, 1985
- Typhlodromus tamaricis (Kolodochka, 1982)
- Typhlodromus tardus (Kuznetsov, 1984)
- Typhlodromus tecoma (Denmark & Evans, 1999)
- Typhlodromus tenuis (Kuznetsov, 1984)
- Typhlodromus ternatus Ehara, 1972
- Typhlodromus terrulentis van der Merwe, 1968
- Typhlodromus thailandicus Ehara & Bhandhufalck, 1977
- Typhlodromus theroni Ueckermann & Loots, 1988
- Typhlodromus thesbites (Swirski & Amitai, 1997)
- Typhlodromus tiliae Oudemans, 1929
- Typhlodromus torbatejamae (Denmark & Daneshvar, 1982)
- Typhlodromus totifolianensis El-Banhawy & Abou-Awad, 1991
- Typhlodromus transvaalensis (Nesbitt, 1951)
- Typhlodromus tridentiger Tseng, 1975
- Typhlodromus tubifer Wainstein, 1961
- Typhlodromus ulmi Wang & Xu, 1985
- Typhlodromus umbraculus Ueckermann & Loots, 1988
- Typhlodromus umbratus (Chaudhri, Akbar & Rassol, 1974)
- Typhlodromus verbenae Wu & Lan, 1994
- Typhlodromus vescus van der Merwe, 1968
- Typhlodromus viniferae (Rather, 1987)
- Typhlodromus votivus (Meshkov, 1990)
- Typhlodromus vulgaris Ehara, 1959
- Typhlodromus wainsteini (Abbasova, 1970)
- Typhlodromus werneri Schultz, 1973
- Typhlodromus wichmanni Hirschmann, 1962
- Typhlodromus wonkooi Ryu & Ehara, 1992
- Typhlodromus wrenschae Ueckermann & Loots, 1988
- Typhlodromus xingchengensis Wu, Lan & Zhang, 1992
- Typhlodromus xini Wu, 1983
- Typhlodromus xinjiangensis Wu & Li, 1987
- Typhlodromus xiufui Wu & Liu, 1997
- Typhlodromus xizangensis Wu & Lan, 1994
- Typhlodromus yamashitai Ehara, 1972
- Typhlodromus yasumatsui Ehara, 1966
- Typhlodromus yinchuanensis Liang & Hu, 1988
- Typhlodromus yphlodromus (kikuyuensis Swirski & Ragusa, 1978)
- Typhlodromus zafari Chaudhri, 1965
- Typhlodromus zaheri Denmark, 1992
- Typhlodromus zhangyensis Wang & Xu, 1991
- Typhlodromus zhaoi Wu & Li, 1983